# Aprostocetus crino
Aprostocetus crino är en stekelart som först beskrevs av Walker 1838.  Aprostocetus crino ingår i släktet Aprostocetus och familjen finglanssteklar. Arten är reproducerande i Sverige. Inga underarter finns listade i Catalogue of Life.